# Jehangir Ratanji Dadabhai Tata
 (février 2021).
Si vous disposez d'ouvrages ou d'articles de référence ou si vous connaissez des sites web de qualité traitant du thème abordé ici, merci de compléter l'article en donnant les références utiles à sa vérifiabilité et en les liant à la section « Notes et références ».
Jehangir Tata Ratanji Dadabhoy (29 juillet 1904 à Paris - 29 novembre 1993 à Genève), aussi connu comme JRD Tata et JRD, est l'un des premiers aviateurs indiens et un important homme d'affaires. Il a reçu de l'Inde la plus haute distinction civile, le Bharat Ratna, en 1992.

## Biographie
JRD Tata est né à Paris, d'un père parsi, Ratanji Dadabhoy Tata et de son épouse française, Suzanne, dite « Sooni », Brière,. Son père était le cousin germain de Jamsetji Tata, un important industriel indien. Sa mère étant française, il a passé une grande partie de son enfance en France et, par conséquent, le français était sa langue maternelle.
Il a fréquenté l'école Cathedral and John Connon, à Bombay (aujourd'hui Mumbai), une des meilleures écoles d'Inde, mais n'a pas été au-delà des études secondaires. Il s'est ensuite engagé dans la Légion étrangère française.
Il rejoint Tata & Sons à titre d'apprenti sans salaire en 1925. Inspiré par le pionnier de l'aviation Louis Blériot, JRD Tata apprend à piloter. Le 10 février 1929, il obtient la première licence de pilote attribuée en Inde. Il fonde en 1932 la première compagnie aérienne commerciale d'Inde, Tata Airlines qui, en 1946, devient Air India, la compagnie aérienne nationale. Pour cette raison, JRD est surnommé « le père de l'aviation civile indienne ».
En 1938, à l'âge de 34 ans, JRD est nommé président de Tata & Sons, plus grand groupe industriel d'Inde. Pendant des décennies, il dirige ce grand groupe de sociétés, avec d'importants intérêts dans l'acier, l'ingénierie, l'énergie, la chimie produits chimiques et l'accueil. Il est connu pour réussir en affaires tout en maintenant une haute éthique, refusant de corrompre des politiciens ou d'utiliser le marché noir.
Sous la présidence de JRD, les actifs du Groupe Tata passent de 620 millions à plus de 100 milliards de roupies (100 millions à 5 milliards de dollars US). Il a commencé avec 14 entreprises ; quand il quitte le groupe un demi-siècle plus tard, le 26 juillet 1988, Tata & Sons est un conglomérat de 95 entreprises, soit créées par le groupe, soit avec un intérêt majoritaire.
La fondation Sir Dorabji Trust Tata est créée en 1932 et JRD en est son directeur pour plus d'un demi-siècle. Sous sa direction, cette fondation crée en 1941 le premier hôpital d'Asie spécialisé dans la recherche sur le cancer et son traitement, le Tata Memorial Center for Cancer à Bombay. Il a également fondé l'Institut Tata de sciences sociales (TISS, 1936), le Tata Institute of Fundamental Research (TIFR, 1945) et le Centre national des arts scéniques.
En 1948, JRD Tata lance Air India International, première compagnie aérienne internationale d'Inde. En 1953, le gouvernement indien nomme JRD président d'Air India et administrateur au conseil d'administration d'Indian Airlines — une position qu'il conserve pendant 25 ans. Pour couronner ses réalisations dans l'aviation, JRD obtient le titre d'Air Commodore honoraire de l'Inde.
En 1956, JRD lance un programme visant à associer plus étroitement employeur et salariés « pour donner aux travailleurs une voix plus forte dans la gestion de la société ». Il croyait fermement dans le bien-être des employés et a appliqué des principes comprenant une journée de huit heures de travail, l'aide médicale gratuite, un régime de prévoyance pour les travailleurs et un régime d'indemnisation des accidents du travail que, plus tard, l'Inde a adopté comme exigences réglementaires.
JRD est mort à Genève (Suisse), le 29 novembre 1993 à l'âge de 89 ans. À sa mort, le Parlement indien a été ajourné en sa mémoire, geste rarement accordé aux non-membres du Parlement. Il est enterré au cimetière du Père-Lachaise, à Paris.

## Distinctions
- Légion d'honneur (France), 1954.
- Padma Vibhushan (Inde), 1957.
- Tony Jannus Award, 1979, pour sa contribution exceptionnelle à l'aviation commerciale.
- Médaille Daniel Guggenheim pour l'aviation, 1988.
- Bharat Ratna, 1992, pour son service à l'industrie et construction de la nation.
- Organisation des Nations Unies pour la population Award, 1992, pour sa croisade en faveur de la planification familiale en Inde, bien avant que cela ne devienne une politique gouvernementale.